# Masanao Abe
Pour les articles homonymes, voir Abe.
Masanao Abe, 安部正真 en japonais, né en 1967, est un astronome japonais.

## Biographie
Originaire de la préfecture de Kanagawa, il est diplômé en physique en 1990 de l'université de Tokyo. En 1994 il devient assistant à l'ISAS (Institut des sciences spatiales et astronautiques). À partir de 2008 il est professeur associé à la JAXA.
Il a contribué au développement du spectromètre à rayonnement infrarouge de la sonde Hayabusa.
Le Centre des planètes mineures le crédite de la découverte de deux astéroïdes, effectuée entre 1994 et 1996, avec la collaboration de Isao Satō et d'Hiroshi Araki.
L'astéroïde (8926) Abemasanao lui a été dédié.
| (73827) Nakanohoshinokai | 12 janvier 1996 |
| (100267) JAXA            | 14 octobre 1994 |